# Nyíradony
Nyíradony é uma cidade da Hungria, situada no condado de Hajdú-Bihar. Tem 96,57 km² de área e sua população em 2019 foi estimada em 7.677 habitantes.